# جسد الحرب
جسد الحرب هو فيلم وثائقي صدر عام 2007 عن المحارب المخضرم في حرب العراق توماس يونج. تضمنت مجلة بيل مويرز جورنال عرضًا خاصًا لمدة ساعة حول فيلم Body of War بما في ذلك مقابلات مع المخرجين إلين سبيرو وفيل دوناهو.

## ملخص
بعد صدمة هجمات 11 سبتمبر، أراد توماس يونج الدفاع عن بلاده وبالتالي انضم إلى القوات المسلحة للولايات المتحدة. بعد تجنيده ، تم إرساله إلى العراق، ولكن بعد وقت قصير من وصوله إلى هناك أصيب برصاصة قناص. ويتخلل قصته الشخصية لقطات من الإجراءات التي اتخذها الكونجرس في واشنطن العاصمة والتي أدت إلى الحرب المثيرة للجدل.

## الأوسمة
- تم ترشيحه لجائزة الأوسكار من قبل أكاديمية فنون وعلوم الصور المتحركة.[4]
- أفضل فيلم وثائقي ( المجلس الوطني لمراجعة الأفلام السينمائية)[5]
- جائزة اختيار الجمهور في مهرجان تورنتو السينمائي الدولي.[6]
- جائزة الجمهور لأفضل فيلم وثائقي في مهرجان هامبتونز السينمائي الدولي.[7]

## استقبال نقدي
وقد صنفت مجلة تايم الفيلم الوثائقي على أنه "رائع" و"مؤثر للغاية". اعتبرت صحيفة واشنطن بوست الفيلم الوثائقي جيدًا ومزعجًا و"شرسًا". صنفت مجلة هوليوود ريبورتر فيلم " جسد الحرب " كفيلم خاص بين الأفلام الوثائقية المناهضة للحرب بسبب "تماهيه" مع مصير إنساني معين. ووافقت شركة Moving Pictures على أن الفيلم "يضمن قوته" من خلال ذلك. ووصفت صحيفة لوس أنجلوس تايمز هذه الرواية بأنها "رواية مفجعة" وتحدثت أيضًا عن اتهام قوي "للسياسات التكتيكية التي أدت إلى الغزو". كما وصفته صحيفة بوسطن جلوب وكانساس سيتي ستار بأنه "مفجع". أشادت صحيفة تورنتو ستار بالبطل توماس يونج ووصفته بأنه "شخصية جذابة وكاريزمية". ذكرت صحيفة فيلادلفيا انكوايرر أن الصورة السينمائية التي رسمها يونج كانت "صورة معقدة للشجاعة". قالت صحيفة أوستن كرونيكل إن فيلم " جسد الحرب " كان "مؤثرًا" و"حجة سينمائية ضد الحرب"، ووصفه دليل التلفاز بأنه "فيلم قوي".

## التغطية الاعلامية
- Moyers, Bill. Bill Moyers Journal . BODY OF WAR | PBS pbs.org/moyers 2008-03-21. تم الاسترجاع في 2008-3-29.
- Zeitchik, Steven. Donahue's 'Body' Builds Buzz: Talkshow Icon's Documentary Sparks Interest. Variety. 2007-7-8. تم الاسترجاع في 2007-7-12.
- Goodman, Amy. 'Democracy Now' interview with Phil Donahue and Ellen Spiro Democracy Now. 2008-3-25.[18]
- Gillette, Felix. Phil Donahue Strikes Back. The New York Observer. 2007-6-19. تم الاسترجاع في 2007-6-25.
- Donahue, Phil. Body of War. The Huffington Post. 2007-6-17.تم الاسترجاع في 2007-6-25.
- Kluger, Bruce. Films No Longer Wait for History. USA Today. 2007-10-31.[19]
- Friedman, Roger. Phil Donahue Makes Anti-War Film. FoxNews.com. 2006-11-27. تم الاسترجاع في 2007-6-25.
- Celizic, Mike. Phil Donahue Unveils Documentary on Wounded GI Today. MSNBC.com. 2008-4-1.[20]
- Next on Phil Donahue: Body of War نسخة محفوظة 2008-04-10 على موقع واي باك مشين. New York Daily News. 2008-4-5.[21]
- Silverman, Jason. Donahue Tackles Iraq in Body of War. Wired.[22]
- Niles Folsom, Chandra. So What Do You Do, Phil Donahue? MediaBistro.com. 2007-6-6. تم الاسترجاع في 2007-6-25.
- Powers, Ann. A War Vet's Unlikely Seat in the Spotlight Los Angeles Times. 2008-4-20.[23]
- Newman, Laura. Interview: Ellen Spiro (co-director for Body of War) Ioncinema.com. 2008-4-18.[24]
- Priesmeyer, Molly. Tomas Young of Body of War Continues his Fight. Minnesota Monitor. 2008-5-16.[25]
- Frehsee, Nicole. Body of War Hero Talks Eddie Vedder, SXSW Premiere Rolling Stone. 2008-3-6.[26]

## الموسيقى التصويرية
أُصدرت مجموعة الأغاني المكونة من قرصين مضغوطين والتي قام بتأليفها المحارب المخضرم في حرب العراق توماس يونج، بواسطة شركة Sire Records في 18 مارس 2008 - قبل يومين من الذكرى الخامسة للغزو الأمريكي للعراق. تم إنشاء موقع Body of War الموسيقي لتوفير ميزات خاصة وروابط ذات صلة.

#### القرص الأول
1. بريندان جيمس - أغنية البطل
2. لوبي فياسكو - "إرهابي أمريكي" (Fiasco، Prolyfic، Armando Corea) - 4:40
3. مايكل فرانتي وسبيرهيد - "Light Up Ya Lighter" (فرانتي، إيتيني) - 4:57
4. Rage Against the Machine – " Guerrilla Radio " – 3:26
5. العدو العام – "ابن الشجيرة" – 5:52
6. سيرج تانكيان - " الجدران الفارغة" (تانكيان) - 3:49
7. دين سيء - "دعهم يأكلون الحرب" ( براين بيكر ، جاي بنتلي ، سيج فرانسيس، بريت جورويتز، بروكس واكيرمان ) - 2:57
8. ضدي! - " الناس البيض من أجل السلام" ( لورا جين جريس ) - 3:33
9. The Bouncing Souls – "رسالة من العراق" (The Bouncing Souls، جاريت ريبنهاجن) – 2:57
10. الشعوب المتوسعة - "الحرب" ( Questlove )
11. Rx Bandits – "Overcome (The Recapitulation)" – 3:46
12. لا فائدة من الاسم - "حقول العذاب" - 2:24
13. طالب كويلي وكورنيل ويست – "اقتصاديات بوش"
14. تقنية الخلود – "الفرع الرابع" – 5:20
15. System of a Down – " BYOB" ( دارون مالاكيان، كيسي كايوس، سيرج تانكيان ) – 4:17
16. إيدي فيدر وبين هاربر - "لا مزيد" [مباشر]

#### القرص الثاني
1. بروس سبرينغستين - " Devils &amp; Dust" (سبرينغستين) - 4:58
2. بيرل جام - " سادة الحرب " [مباشر] ( بوب ديلان )
3. عيون مشرقة - " عندما يتحدث الرئيس إلى الله " ( كونور أوبرست ) - 2:46
4. جون لينون - " أعطني بعض الحقيقة" (لينون) - 3:16
5. نيل يونج - "المستهلك المضطرب"
6. حارس الليل – "ترانيم المعركة"
7. كيميا داوسون - "الجمرة الخبيثة"
8. تفجير هوليوود – "أسلحة الدمار الشامل"
9. ديفيد فورد - " حالة الاتحاد " (فورد)
10. توري آموس – "يو جورج" (عاموس) – 1:25
11. لورا كانتريل - "Love Vigilantes"
12. بن هاربر - "المطر الأسود" (بن هاربر/جيسون ييتس)
13. روجر ووترز - "لقتل الطفل"
14. توم وايتس - "اليوم التالي للغد" ( كاثلين برينان ، وايتس)

## روابط خارجية
- Official site
- Body of War  في قاعدة بيانات الأفلام على الإنترنت (بالإنجليزية)
- Body of War في روتن توميتوز.
- جسد الحرب  على ميتاكريتيك (بالإنجليزية).
- Body of War في موقع بوكس أوفيس موجو.
- [http://allmovie.com/movie/v410791 Body of War

] على موقع أول موفي.
- Body of War music site